# Palazzo del Pretorio (Locarno)
Il Palazzo del Pretorio è uno storico edificio della città di Locarno nel Canton Ticino.

## Storia
Il palazzo venne eretto tra il 1908 e il 1910 secondo il progetto dell'architetto Ferdinando Bernasconi su commissione del Cantone Ticino. Negli anni 1930 le due ali dell'edificio vennero prolungate verso est, pur mantenendo la medesima struttura e stile dell’apparato murario preesistente.
Nella grande aula penale all'interno del palazzo si svolsero le trattative diplomatiche e furono parafati gli accordi del Patto di Locarno durante la conferenza di pace svoltasi tra il 5 e il 16 ottobre 1925.

## Descrizione
L'edificio si trova nel Quartiere Nuovo di Locarno. Sviluppato su tre livelli, possiede una pianta ad E ed è caratterizzato da un’ampia facciata articolata da un avancorpo centrale con copertura piana e parapetto in muratura.